# Skrajna Turnia

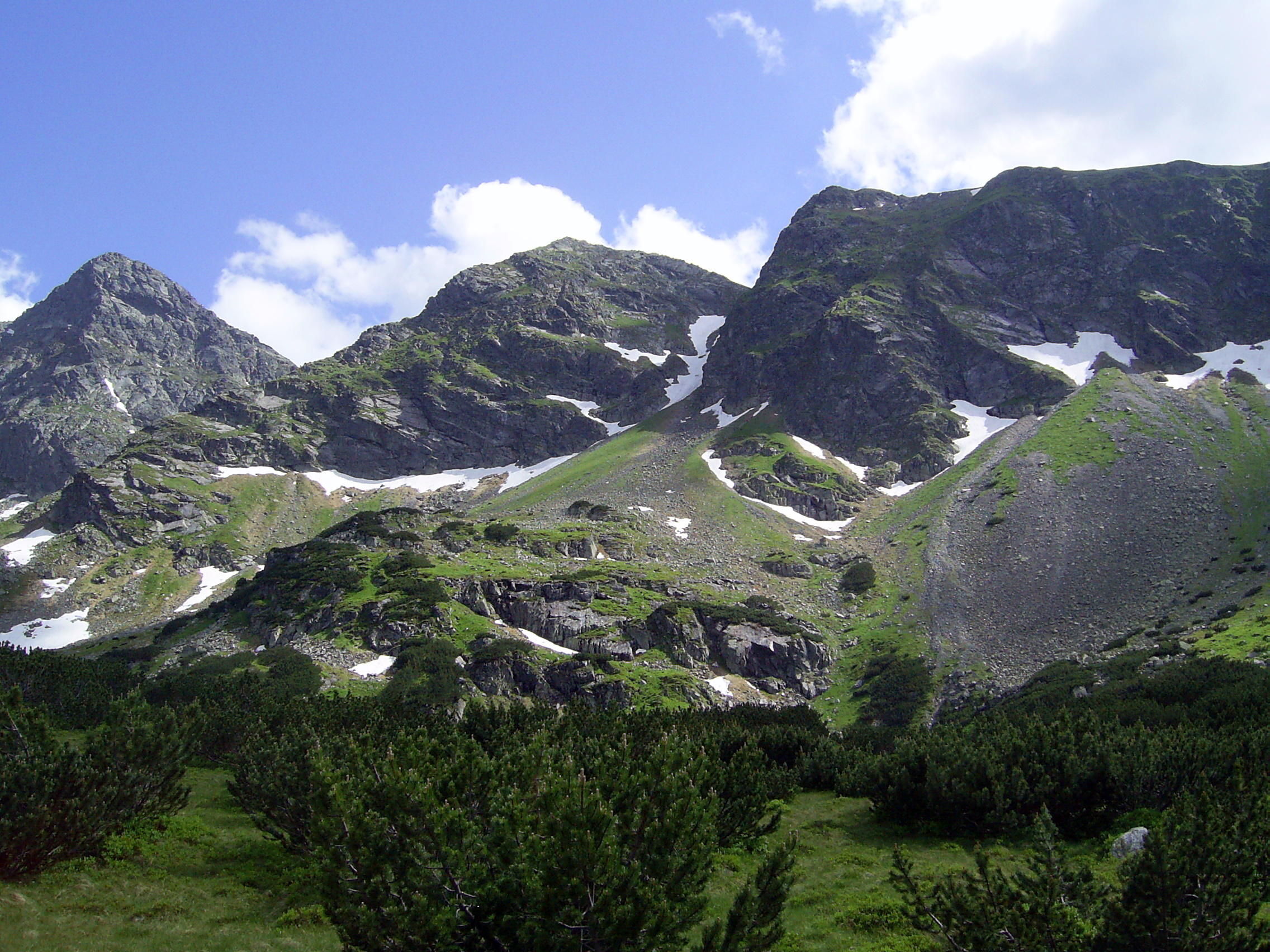
Vom Seealmtal

Die Skrajna Turnia (deutsch Randturm) ist ein Berg an der polnisch-slowakischen Grenze in der Hohen Tatra mit 2156 m im Massiv der Seealmspitze (Świnica).

## Lage und Umgebung
Die Staatsgrenze verläuft über den Hauptgrat der Tatra, auf dem sich die Skrajna Turnia befindet. Unterhalb des Gipfels liegen zwei Täler, das Seealmtal (Dolina Gąsienicowa), konkret sein Hängetal Dolina Zielona Gąsienicowa, im Norden und das Fichtental (Dolina Ciemnosmreczyńska) im Süden.
Vom Gipfel des Beskid im Westen wird der Skrajna Turnia durch den Bergpass Liliensattel (Liliowe) getrennt, von dem östlich gelegenen Gipfel Mittlerer Turm (Pośrednia Turnia) durch das Randjoch  (Skrajna Przełęcz).

## Etymologie
Der polnische Name Skrajna Turnia lässt sich als Äußerer Turm oder Randturm übersetzen. Der Name rührt daher, dass die Skrajna Turnia der westlichste Gipfel der Hohen Tatra ist.

## Flora und Fauna
Trotz seiner Höhe besitzt der Randturm eine bunte Flora und Fauna. Es treten zahlreiche Pflanzenarten auf, insbesondere hochalpine Blumen und Gräser. Neben Insekten, Weichtieren und Raubvögeln besuchen auch Murmeltiere und Gämsen den Gipfel.

## Besteigungen
Erstbesteigungen:
- Sommer: Stanisław Staszic, 1805
- Winter: Mychajło Bojczuk und Mariusz Zaruski, 1804

## Tourismus
Der Weg über den Randturm ist bei Wanderern beliebt. Er liegt auf dem Hauptweg von der oberen Seilbahnstation auf den Kasprowy Wierch.
Der Wanderweg auf den Randturm führt entlang des Hauptkamms der Tatra und der polnisch-slowakischen Grenze:
- ▬ Ein rot markierter Wanderweg führt vom Kasprowy Wierch über die Gipfel Beskid und Mittleren Turm sowie die Bergpässe Liliensattel und Seealmsattel auf den Gipfel und weiter zum Höhenweg Orla Perć. Von der Seite des Bergpasses Riegelscharte (Zawrat) und damit dem Fünfseental und dem Seealmtal ist der Aufstieg ebenfalls auf demselben Wanderweg von entgegengesetzter Richtung möglich. Als Ausgangspunkt für eine Besteigung aus den Tälern eignen sich die Berghütten Schronisko PTTK Murowaniec sowie Schronisko PTTK w Dolinie Pięciu Stawów Polskich.